# رودلف دروست
رودلف دروست (بالألمانية: Rudolf Drost)‏ هو عالم طيور ألماني، ولد في 19 أغسطس 1892 في أولدنبورغ في ألمانيا، وتوفي في 3 ديسمبر 1971 في فيلهلمسهافن في ألمانيا.